# Salmson S4
Salmson S4 – samochód osobowy produkowany przez francuskie przedsiębiorstwo motoryzacyjne Salmson.

## Dane techniczne

### Silnik
- Silnik: S4 1300 cm³[1]
- Moc maksymalna: 30 KM (22 kW)[1]

### Osiągi
- Prędkość maksymalna: 100km/h[1]